# Giovanni Antonio Dario
Giovanni Antonio Dario, auch Daria, D'Aria (* 1630 in Pellio Intelvi; † 8. März 1702 in St. Florian) war ein italienischer Architekt, Steinschneider und Steinmetzmeister, der überwiegend in Österreich tätig war. 

## Leben
Sein Stil lässt auf eine Ausbildung in Rom schließen. 1659 wird er in Salzburg erwähnt. Wahrscheinlich hat er schon seit 1656 den Bau des Residenzbrunnens geleitet. Sein Vorfahre war Dombaumeister Santino Solari. Dario stand über zwanzig Jahre lang im Dienste der Salzburger Fürsterzbischöfe. Er gestaltete den Domplatz neu, schuf eine Verblendung des Klosters St. Peter mit einer Kopie der Fassade der gegenüberliegenden Residenz. In einer Planzeichnung vom Domplatz aus der Zeit um 1669 ist bereits die Aufstellung einer Säule an derjenigen Stelle eingetragen, wo 1771 die Mariensäule aufgestellt wurde.
Nach erster Ehe mit Francesca Garuo Allio aus Scaria (heute Lanzo d’Intelvi), heiratete er am 24. Mai 1689 Eva Katharina Gruber aus St. Florian, mit der er vier Kinder hatte:
- Joseph Cajetan (* 7. April 1690; † 27. Juli 1764)[2]
- Thobias Cajetan (* 5. November 1694)[3]
- Stanislaus Theophil (* 13. November 1696; † 5. Januar 1703)[4]
- Joseph Anton (* 15. Januar 1699)[5]

## Werke
Oberösterreich
- Stiftskirche Mariae Himmelfahrt in St. Florian: mehrere Altäre, ab 1686.

Salzburg

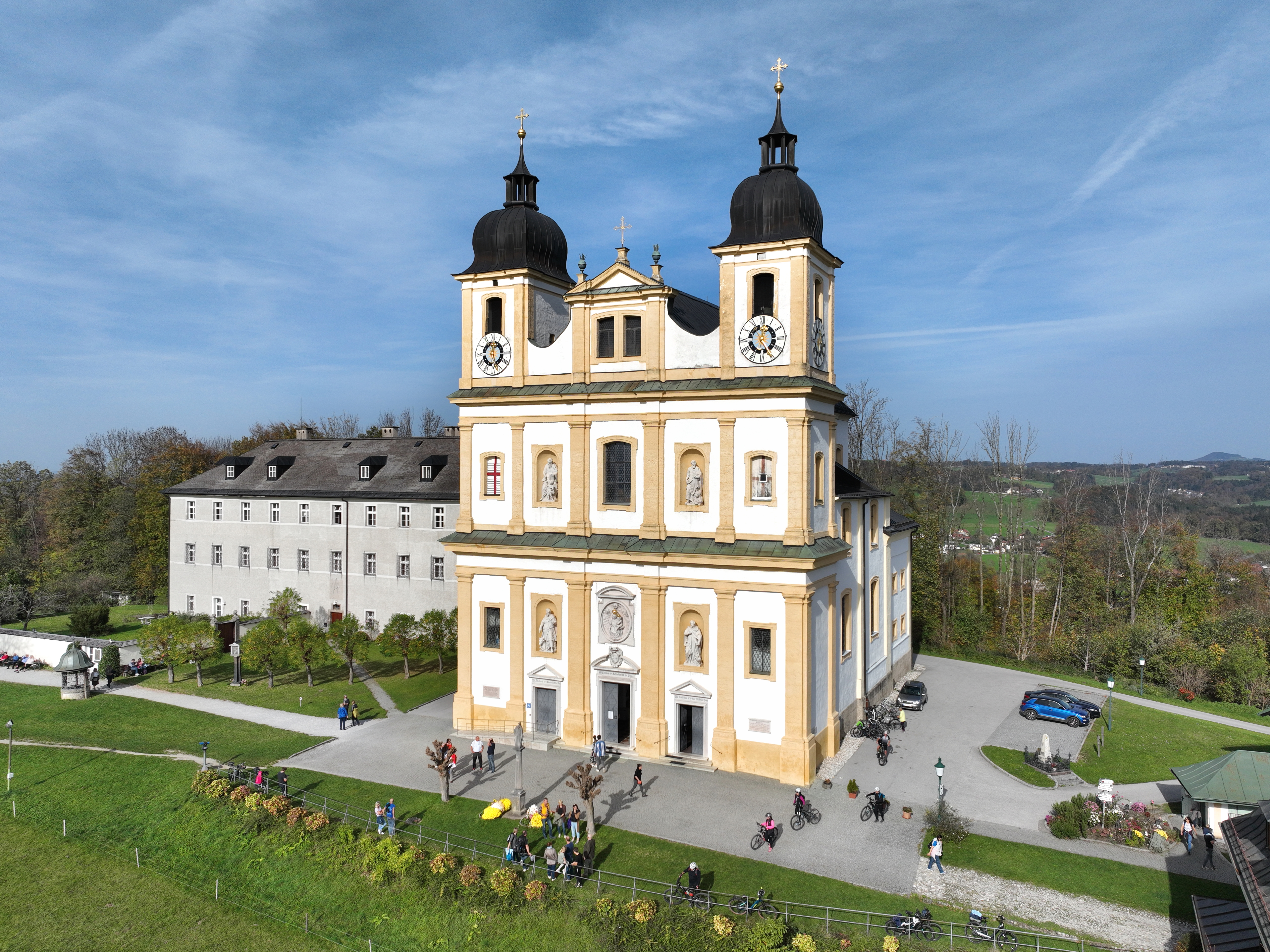
Wallfahrtskirche Maria Plain in Bergheim (1671–1674)

- Dombögen zwischen Dom und Stift St. Peter (1658–1663)
- Pflasterung der vier Domkapellen (1659/1660)
- Erentrud-Brunnen im Stift Nonnberg (1667)
- Seitenschiffaltäre im Dom (1668–1671)
- Erweiterung der Kollegiatstifts- und Dekanatskirche hl. Petrus in Seekirchen am Wallersee (nach 1670)
- Wallfahrtskirche Maria Plain (1671–1674), eines seiner Hauptwerke
- Marmorbrunnen im Langenhof in der Altstadt von Salzburg, wahrscheinlich von um 1680 begonnen oder nach seinen Plänen erstellt.